# 威廉·希卡德
威廉·希卡德（德語：Wilhelm Schickard，1592年4月2日—1635年10月24日）是一位德国的希伯来语和天文学教授，制造了世界上第一台机械计算器。

## 生平

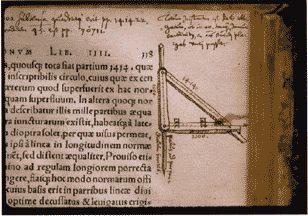
威廉·希卡德绘制的三角骨

威廉·希卡德出生于黑伦贝格，分别于1609年和1611年获得蒂宾根大学學士和硕士学位。他在蒂宾根研究神学和东方语言。1613年，威廉成为路德教会的牧师并在教堂工作至1619年。之后，他被任命为蒂宾根大学希伯来语教授。
威廉·希卡德还是一位科学家，1631年他被任命为蒂宾根大学天文学教授。他的研究范围非常广泛，包括天文学、数学和测量学。他发明了许多机器，例如一台用于计算天文日期的机器和一台希伯来语法机器。他在绘制地图方面具有卓越的贡献，大大提高了地图的精确度。
除此之外，他还是一位著名的木雕和雕版师。
威廉·希卡德在1635年10月23日（一說24日）于蒂宾根去世，死于鼠疫。1651年，乔瓦尼·巴蒂斯塔·里乔利以他的名字命名了一個隕石坑，即施卡德月球陨石坑。